# 조 뉴언다이크
조지프 "조" 뉴언다이크(영어: Joseph "Joe" Nieuwendyk, 1966년 9월 10일 ~ )은 캐나다의 은퇴한 아이스하키 선수로 현역 시절 포지션은 센터이다. 1985년 NHL 드래프트를 통해 캘거리 플레임스에 지명된 후, 댈러스 스타스, 뉴저지 데블스, 토론토 메이플리프스, 플로리다 팬서스에서 활동하며 총 20시즌 동안 활약했다.